# Stadio Università Tecnologica di Nezahualcóyotl
Lo stadio Università Tecnologica di Nezahualcóyotl (in spagnolo Estadio Universidad Tecnológica de Nezahualcóyotl), già noto come stadio Neza 86 (in spagnolo Estadio Neza 86) e in precedenza come stadio José López Portillo (in spagnolo Estadio José López Portillo), è uno stadio calcistico situato a Ciudad Nezahualcóyotl, in Messico, a est di Città del Messico. Di proprietà dell'Università Tecnologica di Nezahualcóyotl, fu aperto nel 1981 e ha una capienza di 28 500 spettatori.
Ha ospitato tre partite del campionato mondiale di calcio 1986.

## Storia
L'impianto fu inaugurato ne 1981 con il nome di stadio José López Portillo. Nel 1983 al Messico fu assegnata l'organizzazione del campionato del mondo 1986 e tra gli stadi designati per le partite fu indicato anche lo stadio Portillo, che cambiò nome in stadio Neza 86.
L'impianto fu in parte danneggiato da un sisma nel 1985.
Fu sede di tre partite della fase a gironi del campionato del mondo di Messico 1986.
L'impianto fu usato per sette anni dal Deportivo Neza, che dal 1978, anno della prima promozione del club in massima serie, militava in Primera División. Lo stadio fu utilizzato dal club sino al 1987-1988, annata al termine della quale la squadra si ritirò dalla massima serie per problemi finanziari.
In seguito lo stadio Neza 86 ospitò le partite del neonato Potros Neza, che aveva acquisito il titolo sportivo di Segunda División dal Correcaminos UAT, il quale aveva a propria volta acquisito il titolo sportivo del Deportivo Neza per giocare in Primera División. Nel 1988-1989 il Potros ottenne la promozione in massima serie, ma sparì prima dell'inizio della stagione seguente, cedendo il titolo sportivo al Veracruz.
L'impianto fu successivamente sede degli incontri casalinghi del Toros Neza, asceso in Primera División nel 1993,  ma la Federazione calcistica del Messico mise in discussione l'agibilità dello stadio per la massima serie, fino a impedirne l'utilizzo come sede di match di Primera División. Il Toros fu dunque costretto a disputare 14 partite casalinghe della stagione 1993-1994 a Pachuca. Dopo alcuni lavori di rinnovamento, nel 1994-1995 lo stadio Neza 86 continuò a essere usato per le partite di massima serie dai Toros, retrocessi in seconda divisione nel 2000. Dal 2000 al 2002 l'impianto fu dunque teatro delle partite di Primera División A dei Toros, che poi cedettero la propria licenza sportiva.
Fu poi l'Atlante a giocare allo stadio Neza 86 nelle stagioni 2002-2003 e 2003-2004, in massima serie. Per l'occasione, nel 2002 i seggiolini furono dipinti di rosso e blu, i colori dell'Atlante. A causa di tensioni tra l'amministrazione comunale di Ciudad Nezahualcóyotl e la dirigenza dell'Atlante, durante il campionato di Clausura 2004 il club tornò a giocare allo stadio Azteca di Città del Messico.
Il Potros Neza acquisì un titolo sportivo di seconda divisione per la stagione 2004-2005 e si stabilì allo stadio Neza 86, ma dopo un anno questa licenza fu ceduta al Tampico Madero. Da allora lo stadio Neza 86 viene usato solo dal Toros Neza.

## Partite del campionato del mondo 1986
| Data           | Partita               | Affluenza |
| -------------- | --------------------- | --------- |
| 4 giugno 1986  | Scozia 0-1 Danimarca  | 18 000    |
| 8 giugno 1986  | Uruguay 1-6 Danimarca | 26 000    |
| 13 giugno 1986 | Uruguay 0-0 Scozia    | 20 000    |